# Emöke
Emöke (ungar.: Emőke) ist ein weiblicher Vorname. Die männliche Form lautet Emőd.

## Bedeutung
Der Name Emőke bedeutet im Ungarischen „Gestillter Säugling“
Namenstag ist der 23. März.

## Verbreitung
Der Name ist besonders in Ungarn geläufig. Im deutschsprachigen Raum wird er nur selten vergeben. In der Schweiz tragen diesen Namen 38 Personen (Stand 2023).

## Namensträgerinnen
- Emőke Baráth (* 1985), ungarische Sopranistin
- Emőke Pápai (* 2003), ungarische Fußballspielerin
- Emöke Pöstenyi (* 1942), deutsche Tänzerin und Choreografin
- Emőke Szilassy (* 1961), ungarische Badmintonspielerin
- Emőke Szőcs (* 1985), rumänische Biathletin